# 净空高度

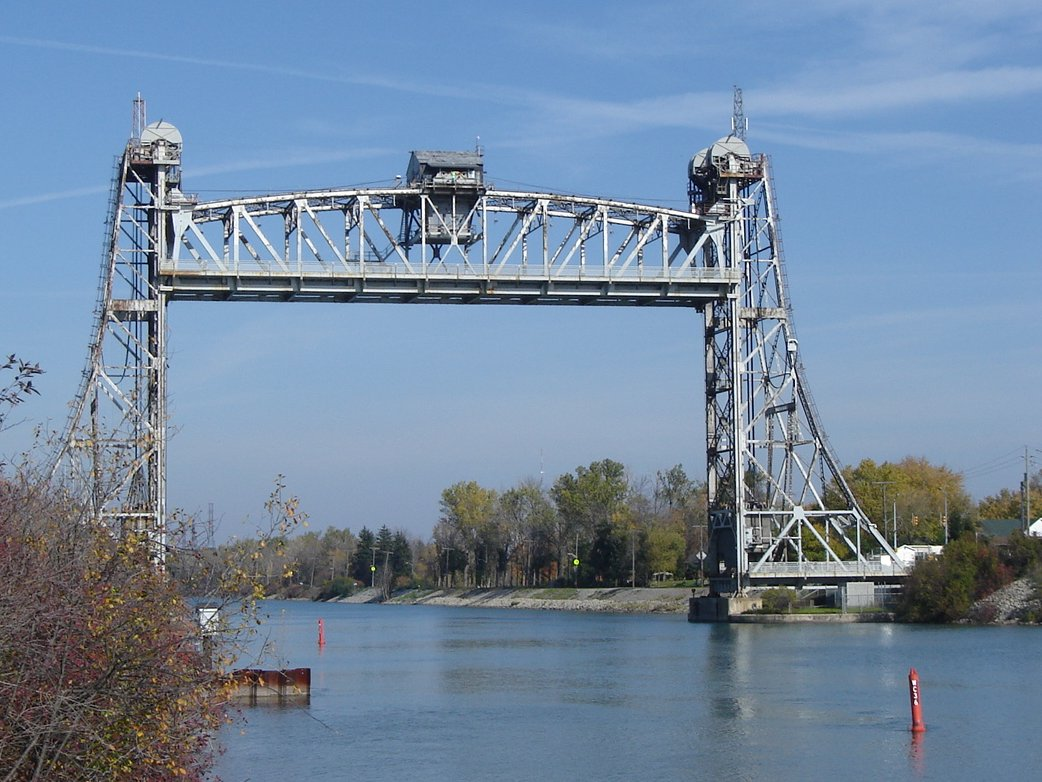
加拿大威蘭運河上的韦兰运河11号桥桥面通常仅高出水面几米。当有船驶来时，桥面会升起，为船只提供足够的净空高度以便通过。2001年，一艘货轮与该桥相撞，原因是该桥在该船完全驶过桥面之前就降低了。

净空高度（英語：air draft）是指从水面到船舶最高点的距离。这与船舶的吃水深度类似，吃水深度是从水面到船体沉入水下部分最深处的距离。不过，净空高度表示高度，以向上为正值，而吃水深度表示深度，以向下为正值。